# Бермудски острови
Бермуда (на английски: Bermuda, в разговорен български – популярно като Бермудите) е британска задморска територия, намираща се в Атлантическия океан, на около 1000 km от Флорида. Територията се състои от около 138 острова, с население от около 66000 души, но се назовава в единствено число Бермуда, на името на най-големия от островите. Столицата ѝ е Хамилтън.
Островите са открити през 1503 г. от испанеца Хуан Бермудес. От 1684 г. са колония на Англия, а от 1968 г. имат статут на самоуправляващо се владение на Великобритания. Около 68% от населението на Бермудите е от африкански произход, 12,5% са англичани, почти 9% американци, 8,7% португалци и около 2% други. Жизненият стандарт на населението е висок. Основната религия е Християнство (протестанти, католици).
Губернаторът на Бермуда се избира от монарха на Великобритания, по предложение на британското правителство.

## География
Бермудските острови са най-северните коралови острови в света. Включват над 150 вулканични острова, с натрупани коралови формации. Дължината от най-източната му точка до най-западната е едва 19 км. Най-голям остров е Бермуда, с най-висок връх Гибс хил (79 m). Архипелагът има мек океански климат – средна месечна температура от 17,2 до 26,6 градуса. През август средната температура е 26 С, а през най-студения месец (март) е 16 С. Валежите са обилни – около 1400 mm годишно. Островите са обрасли с буйна тропична растителност и с гъсти мангрови гори. Проблем за Бермудските острови е сладката вода, затова населението събира и съхранява дъждовните води. Но в тези дъждовни води липсват минерали затова организмът на човека страда от този недостиг на минерали. Освен това влажността е висока и се диша трудно.

## История
Владение на Великобритания в северозападната част на Атлантическия океан на 1200 km от бреговете на Северна Америка. Заема около 360 острова и коралови рифа, от които 20 населени (10 острова са съединени с шосейни мостове и образуват т. нар. основни острови Мейн Айлънд). Общата площ е 53.3 km². Най-голям е остров Бермуда, разположен на върха на изгаснал подводен вулкан с максимална надморска височина 79 m. Бреговата линия е 96 km.
По-важни исторически събития и дати – 1522 г. – островите са открити от испанеца Х. Бермудес; 1609 г. – първи английски преселници; от 1684 г. – колония на Англия; 1968 г. – получават вътрешно самоуправление; 1995 г. – референдум за независимост.

## Икономика
Бермуда има процъфтяваща икономика, заради своя топъл климат и прекрасни плажове. Тя е сред малкото островни системи в света, където има розови пясъци. През ХХ век Бермуда става известно туристическо направление за богати туристи от САЩ, Англия и Канада.
На малкото обработваеми земи се отглеждат картофи, зеленчуци, банани и цветя (лилиите са основна износна стока). Широко е застъпен и риболовът. Въпреки спада на туристическата индустрия през 90-те години на ХХ в., тя все още е главен отрасъл в икономиката на Бермудските острови и ангажира 70% от населението. Най-многобройни са туристите от САЩ (80%). Други стопански дейности са строителството на лодки и яхти, фармацевтично и парфюмерийно производство, финансово и застрахователно дело.

## Бермудски триъгълник
Бермуда се асоциира често с т.нар. Бермудски триъгълник, в който са изчезвали както кораби, които плават в региона, така и самолети. Тази зона е описвана най-често като район, разположен между три мислени прави, свързващи Флорида, Бермудските острови и Пуерто Рико. Друго обяснение е срещата на студеното Лабрадорско и топлото Гълфстриймско течение в тази област на Атлантика.

## Галерия
- Пристанище Сейнт Джордж
- Сейнт Джордж
- Виадукт
- Южно крайбрежие на Бермудите (залив Синки)
- Залив Хорсшу, един от обществените плажове на Бермудите
- Залив Уорик
- Фарът на Гибс Хил
- Флатс-Вилидж
- Сателитен изглед от Landsat 8
- Изглед от МКС